# Militärflugplatz Djagilewo

i7
i11
i13

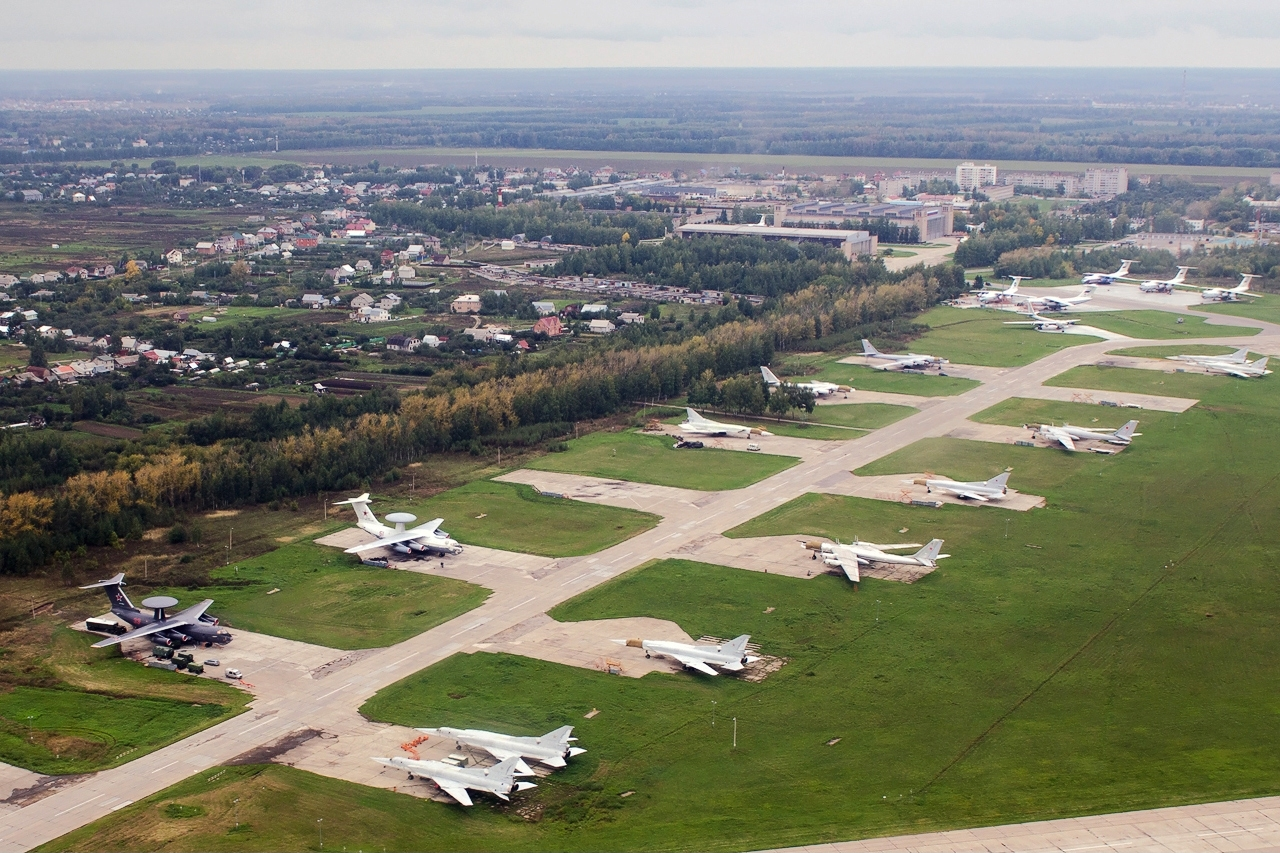
Bild vom Flugplatz Djagilewo (2014)

Der Militärflugplatz Djagilewo (russisch Дягилево; ICAO-Code: UUBD) ist ein Flugplatz in Rjasan. Auf dem Flugplatz befindet sich auch das Museum der russischen Fernfliegerkräfte.

## Geschichte
Im Verlauf des Russischen Überfalls auf die Ukraine 2022 kam es am 5. Dezember 2022 auf dem Militärflugplatz Djagilewo zu einer Explosion, die mutmaßlich auf einen Drohnenbeschuss zurückzuführen war. Russland machte hierfür die Ukraine verantwortlich. Der Militärflugplatz Djagilewo ist ein Ziel der Operation Spinnennetz am 1. Juni 2025 gewesen.